# Tetramorium tychadion
Tetramorium tychadion är en myrart som beskrevs av Bolton 1980. Tetramorium tychadion ingår i släktet Tetramorium och familjen myror. Inga underarter finns listade i Catalogue of Life.